# ウィリアム・フランシス・ヘレフォード
ウィリアム・フランシス・ヘレフォード（William Francis Hereford、1873年3月2日 - 1953年12月22日）は、明治時代に来日したアメリカ合衆国の宣教師である。

## 経歴・人物
アラバマ州出身。1902年（明治35年）に来日し、カンバーランド長老主義教会外国宣教会に派遣された。後に三重の伊勢や和歌山、広島といった西日本を中心に全国の津々浦々を約30年間キリスト教の伝道にあたる。
特に広島では日本基督教会広島教会および広島東伝道教会に貢献して、三次や福山において教会の建設補助に携わった。